# Wittnau AG
| AG ist das Kürzel für den Kanton Aargau in der Schweiz. Es wird verwendet, um Verwechslungen mit anderen Einträgen des Namens Wittnau zu vermeiden. |

Wittnau ist eine Einwohnergemeinde im Schweizer Kanton Aargau. Sie gehört zum Bezirk Laufenburg, liegt im Süden der Region Fricktal und grenzt an die Kantone Basel-Landschaft und Solothurn.

## Geographie
Das Strassendorf erstreckt sich über eine Länge von über eineinhalb Kilometern entlang des Bruggbachs, einem Zufluss der Sissle. Das Tal wird durch zahlreiche Hügel des Tafeljuras begrenzt, die im unteren Bereich steil ansteigen und im oberen Bereich in teilweise ausgedehnte Hochebenen übergehen. Entlang der westlichen Gemeindegrenze erstreckt sich eine durchschnittlich 650 Meter hohe Ebene, die durch zahlreiche tief eingeschnittene Seitentäler gegliedert wird. Die insgesamt vier Seitentäler werden durch hoch aufragende, schmale Ausläufer begrenzt. Von Nord nach Süd sind dies der Homberg (705 m ü. M.), das Wittnauer Horn (668 m ü. M.), der Limperg (675 m ü. M.) und der Reichberg (586 m ü. M.). Östlich des Dorfes zweigt ein sechs Kilometer langes Seitental ab, welches bis zur Passhöhe am Benkerjoch reicht. Der im Süden gelegene Altenberg (589 m ü. M.) trennt das Bruggbachtal vom Benkerjochtal.

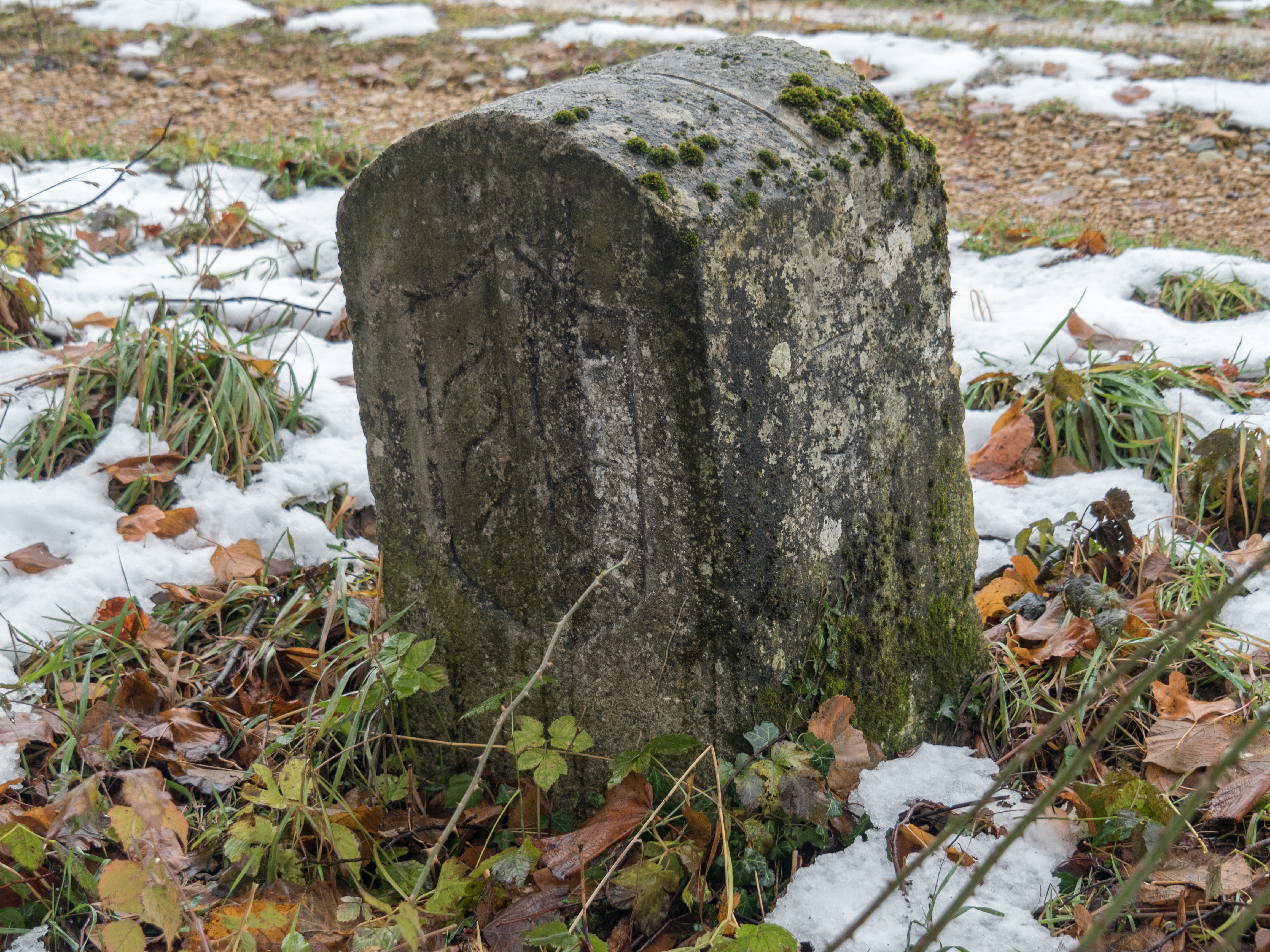
Grenzstein von 1877 zum Kanton Basel-Landschaft mit Aargauerwappen, beim ehemaligen Heimatlosenplatz

Die Fläche des Gemeindegebiets beträgt 1125 Hektaren, davon sind 608 Hektaren mit Wald bedeckt und 85 Hektaren überbaut. Der höchste Punkt liegt auf 712 m ü. M. auf der Hochebene westlich des Hombergs, der tiefste auf 385 m ü. M. am Bruggbach. Das Gemeindegebiet von Wittnau ist Teil des Juraparks Aargau, einem «Regionalen Naturpark von nationaler Bedeutung». Nachbargemeinden sind Wegenstetten im Nordwesten, Gipf-Oberfrick im Norden, Wölflinswil im Osten, die solothurnische Gemeinde Kienberg im Süden sowie die Baselländer Gemeinden Anwil und Rothenfluh im Westen. Ein Dreikantoneeck mit den Kantonen Basel-Landschaft und Solothurn findet sich am Heimetlosenspitz (522 m ü. M.) im ehemals kantonsfreien Heimatlosenplatz.

## Geschichte
Die während der späten Bronzezeit (ca. 850–700 v. Chr.) entstandene Hügelfestung auf dem Wittnauer Horn ist eines der bedeutendsten Zeugnisse der Schweizer Ur- und Frühgeschichte. Nach einer Feuersbrunst wurde die Siedlung während der Hallstattzeit wieder aufgebaut und blieb bis zur Latènezeit bewohnt. Die Römer nutzten das Wittnauer Horn nach den Raubzügen der Alamannen im Jahr 260 bis etwa 350 sporadisch als Fluchtburg. Danach diente sie als Teil der römischen Rheinbefestigung. Zu Beginn des 5. Jahrhunderts zogen sich die Römer endgültig zurück und liessen die Anlage verfallen.
Die erste urkundliche Erwähnung von Wittnow erfolgte im Jahr 1100. Der Ortsname stammt vom althochdeutschen (ze dero) wittun ouwo und bedeutet «beim weiten wassernahen Land». Im Mittelalter herrschten die Grafen von Homberg-Tierstein über die nähere Umgebung. Sie liessen vermutlich im 10. Jahrhundert am Osthang des Tiersteinbergs (auf dem heutigen Gemeindegebiet von Gipf-Oberfrick) ihre Stammburg errichten. Um 1100 entstand rund 600 Meter weiter südlich die Burg Alt-Homberg. Um 1180 errichteten die Grafen bei Büsserach die Burg Neu-Thierstein und verlegten ihren Herrschaftsmittelpunkt dorthin. Nach dem Aussterben der Grafen von Homberg-Tierstein übernahmen im Jahr 1232 die Habsburger die Landesherrschaft. Beide Burgen wurden beim Basler Erdbeben 1356 zerstört.

Luftbild (1950)

Die Habsburger verpfändeten nach dem Waldshuterkrieg von 1468 das gesamte Fricktal an Burgund. Als die Burgunder von den Eidgenossen während der Burgunderkriege vernichtend geschlagen worden waren, kam Wittnau 1477 wieder unter österreichische Herrschaft. Nach der Reichsreform des österreichischen Kaisers Maximilian I. im Jahr 1491 gehörte Wittnau zu Vorderösterreich und lag in der Landschaft Fricktal, einer untergeordneten Verwaltungseinheit der Kameralherrschaft Rheinfelden (ab 1752 im Oberamt Breisgau). Im 17. Jahrhundert gab es kaum längere Friedenszeiten. Der Rappenkrieg, ein Bauernaufstand, dauerte von 1612 bis 1614. Der Dreissigjährige Krieg, der zwischen 1633 und 1638 auch das Fricktal erfasste, warf das Dorf in seiner Entwicklung zurück. Auch während des Pfälzischen Erbfolgekriegs (1688–1697) zogen fremde Truppen durch die Region.
1797 wurde das Fricktal nach dem Frieden von Campo Formio ein französisches Protektorat. Während des Zweiten Koalitionskriegs verlief hier die Frontlinie zwischen den Armeen Frankreichs und Österreichs. Am 20. Februar 1802 wurde Wittnau eine Gemeinde im Distrikt Frick des Kantons Fricktal, der sich im August der Helvetischen Republik anschloss. Damit war Wittnau schweizerisch geworden. Seit dem 19. März 1803 gehört die Gemeinde zum Kanton Aargau. Bis weit ins 20. Jahrhundert hinein blieb Wittnau fast ausschliesslich landwirtschaftlich geprägt. Die Bevölkerungszahl stagnierte während Jahrzehnten. Mit dem Verschwinden vieler kleiner Bauernbetriebe wandelte sich das Dorf zu einer Wohngemeinde am Rande der Agglomeration Basel. Aufgrund einer verstärkten Bautätigkeit steigt die Bevölkerungszahl seit Mitte der 1980er Jahre kontinuierlich.

## Sehenswürdigkeiten

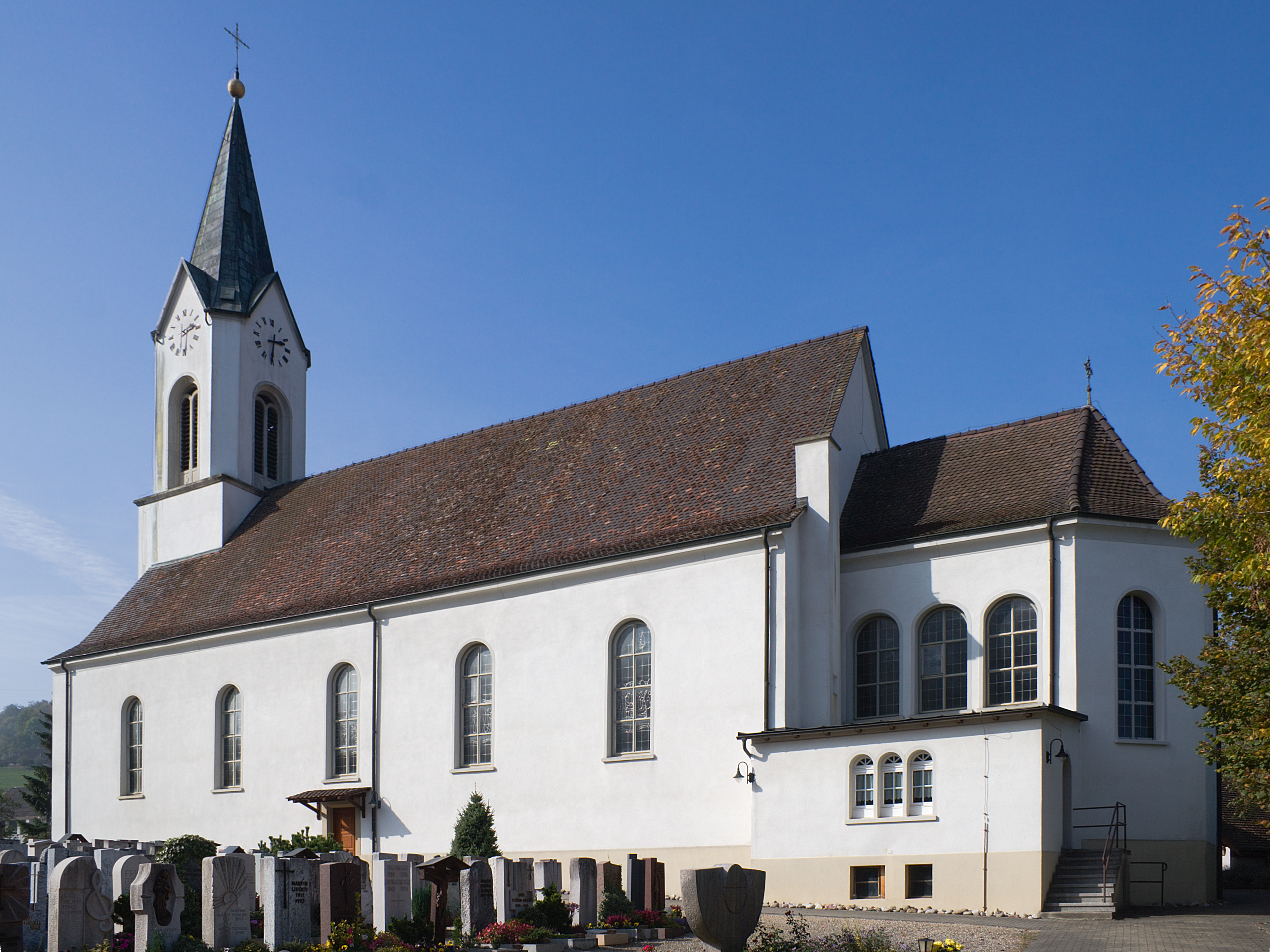
Katholische Kirche Wittnau

## Wappen
Die Blasonierung des Gemeindewappens lautet: «In Blau zwei übereinander gestellte weisse, rot bewehrte und gezungte Adler.» Das 1952 eingeführte Wappen basiert auf demjenigen der Grafen von Homberg-Tierstein. Es zeigte in Gelb zwei übereinander gestellte schwarze Adler, analog dem Gemeindewappen von Läufelfingen.

## Bevölkerung
Die Einwohnerzahlen entwickelten sich wie folgt:
| Jahr      | 1758 | 1850 | 1900 | 1930 | 1950 | 1960 | 1970 | 1980 | 1990 | 2000 | 2010 | 2020 |
| Einwohner | 465  | 939  | 815  | 777  | 737  | 741  | 741  | 779  | 909  | 1131 | 1150 | 1365 |

Am 31. Dezember 2023 lebten 1411 Menschen in Wittnau, der Ausländeranteil betrug 11,5 %. Bei der Volkszählung 2015 bezeichneten sich 52,2 % als römisch-katholisch und 17,1 % als reformiert; 30,7 % waren konfessionslos oder gehörten anderen Glaubensrichtungen an. 92,8 % gaben bei der Volkszählung 2000 Deutsch als ihre Hauptsprache an, 2,7 % Albanisch, 1,1 % Italienisch und 0,7 % Türkisch.

## Politik und Recht
Die Versammlung der Stimmberechtigten, die Gemeindeversammlung, übt die Legislativgewalt aus. Ausführende Behörde ist der fünfköpfige Gemeinderat. Er wird im Majorzverfahren vom Volk gewählt, seine Amtsdauer beträgt vier Jahre. Der Gemeinderat führt und repräsentiert die Gemeinde. Dazu vollzieht er die Beschlüsse der Gemeindeversammlung und die Aufgaben, die ihm vom Kanton zugeteilt wurden. Für Rechtsstreitigkeiten ist in erster Instanz das Bezirksgericht Laufenburg zuständig. Wittnau gehört zum Friedensrichterkreis X (Mettau).

## Wirtschaft
In Wittnau gibt es gemäss der im Jahr 2015 erhobenen Statistik der Unternehmensstruktur (STATENT) rund 220 Arbeitsplätze, davon 20 % in der Landwirtschaft, 35 % in der Industrie und 45 % im Dienstleistungssektor. Die meisten Erwerbstätigen sind Wegpendler und arbeiten in den grösseren Gemeinden des Fricktals oder in der Region Aarau.
Von grosser Bedeutung ist seit jeher der Weinbau. Am Südhang des Hombergs war im Jahr 2018 eine Fläche von 6,3 Hektaren mit Reben bestockt. Angebaut werden acht verschiedene Sorten, wobei Blauburgunder und Riesling × Sylvaner vorherrschend sind.

## Verkehr
Wittnau liegt an der Kantonsstrasse 276, die von Frick aus über die Salhöhe nach Aarau führt. Etwa einen halben Kilometer östlich des Dorfes zweigt die Kantonsstrasse 487 über das Benkerjoch nach Aarau ab. 

### Öffentlicher Verkehr
Die Anbindung an das Netz des öffentlichen Verkehrs erfolgt über die Postautolinie zwischen den Bahnhöfen Aarau und Frick. Ein Nachtbus verkehrt von Frick über Wittnau nach Oberhof.
- 136 Bahnhof Aarau – Benkerjoch – Oberhof AG – Wittnau – Gipf-Oberfrick – Frick, Bahnhof
- N96 Oberhof, Adlerplatz – Wölflinswil – Wittnau – Frick Bahnhof

## Bildung
Die Gemeinde verfügt über einen Kindergarten und ein Schulhaus, in dem die Primarschule unterricht wird. Die Sekundarschule und die Realschule können in Gipf-Oberfrick besucht werden, die Bezirksschule in Frick. Die nächstgelegenen Gymnasien sind die Alte Kantonsschule und die Neue Kantonsschule, beide in Aarau.

## Bilder

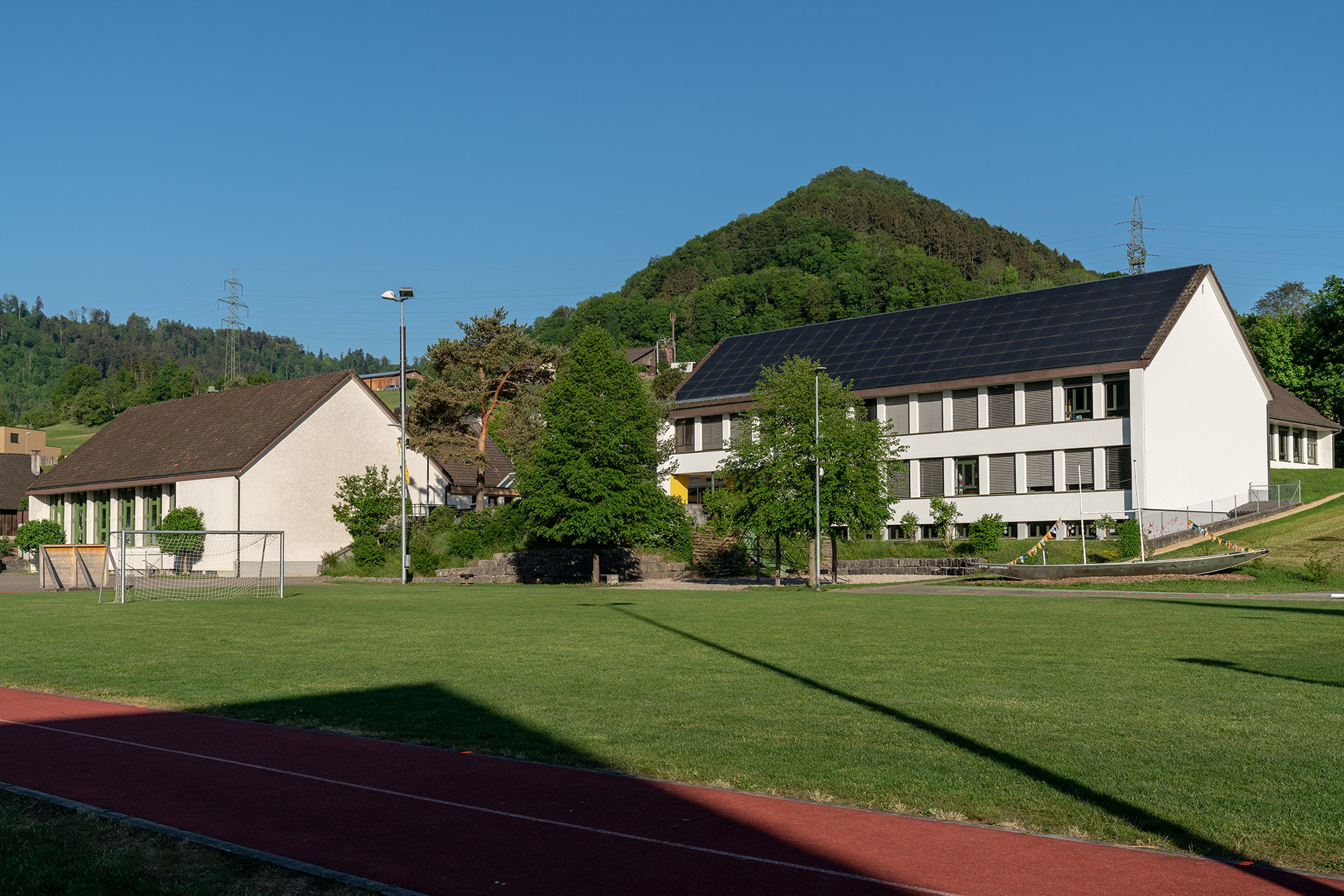
Turnhalle und Schulhaus
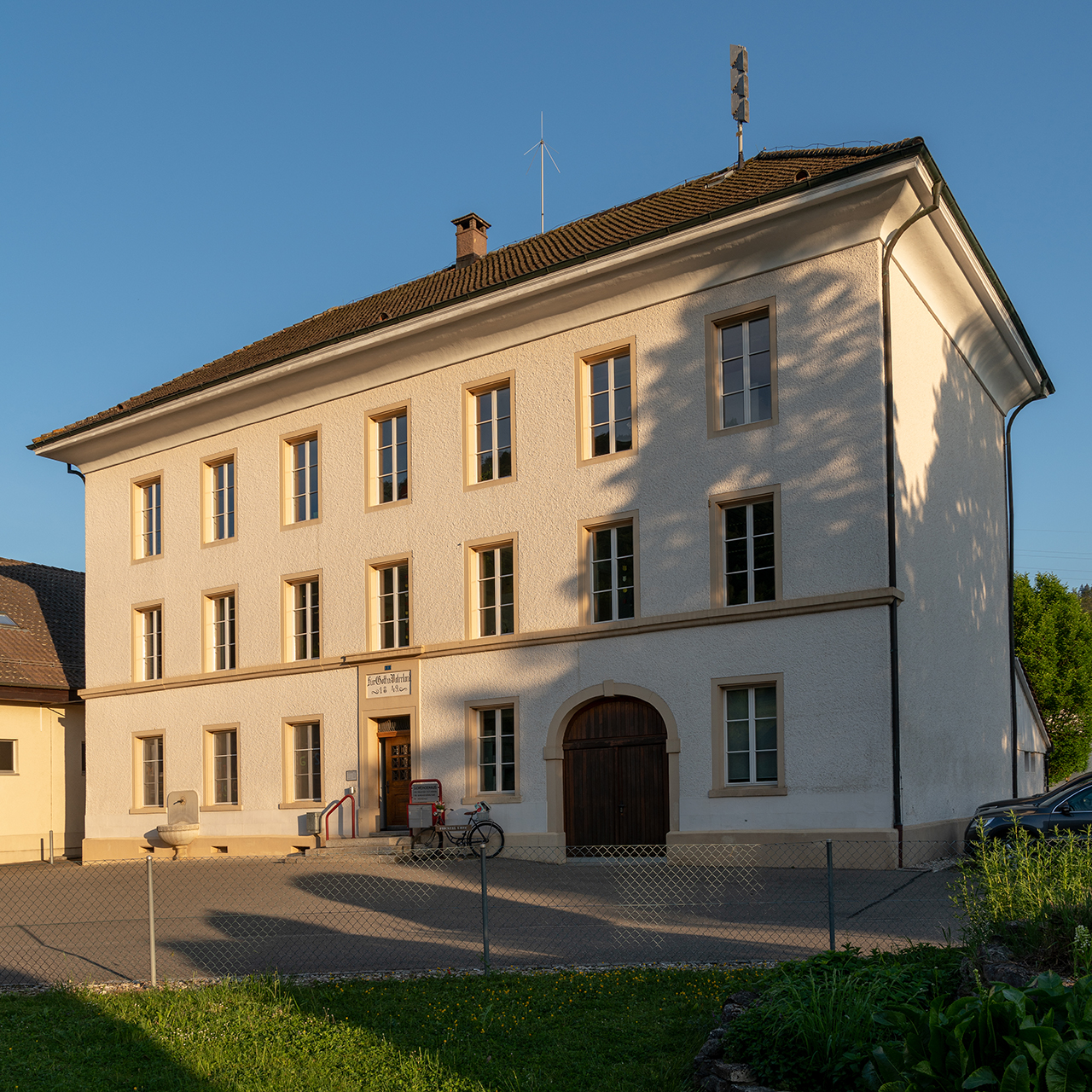
Gemeindehaus
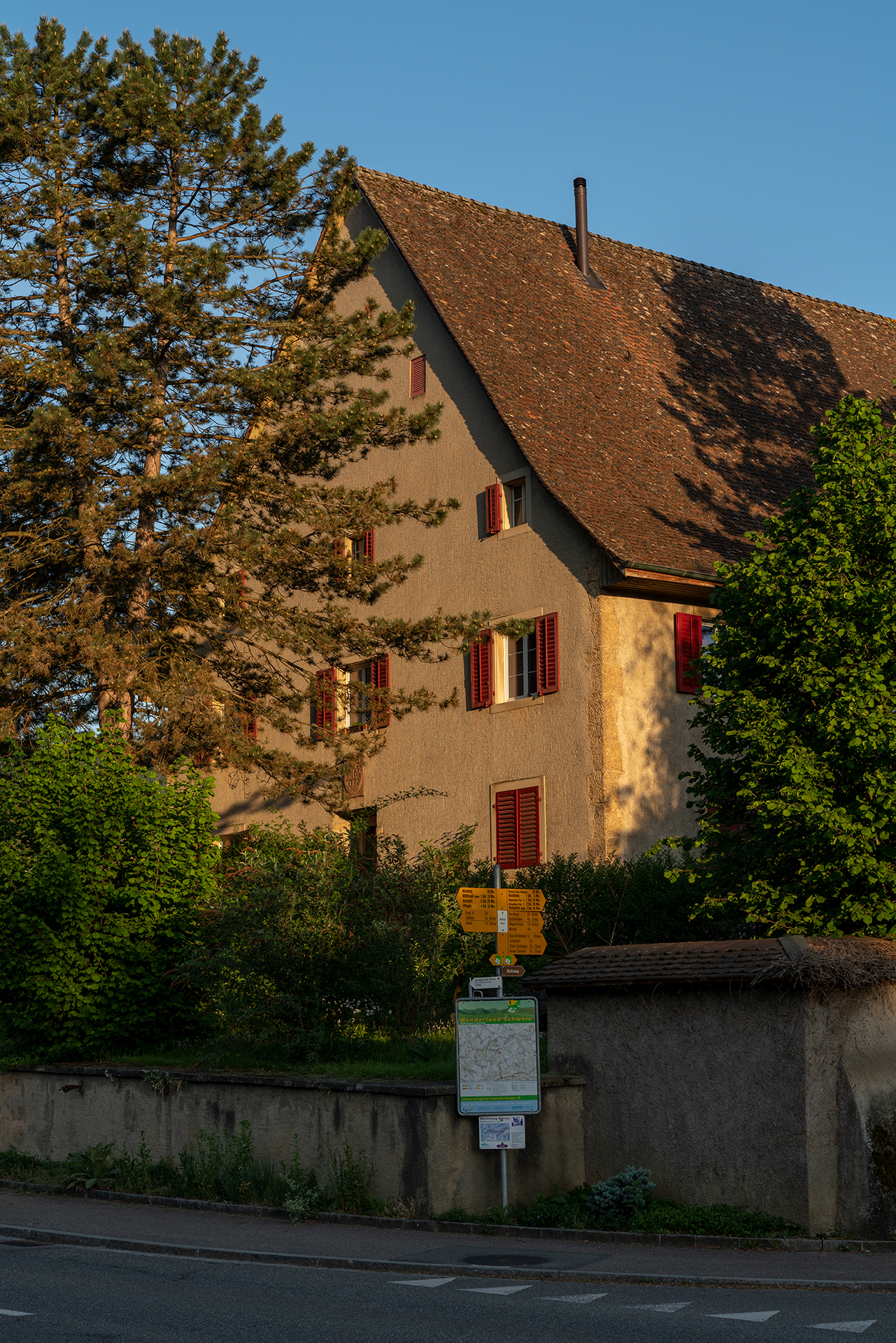
Pfarrhaus
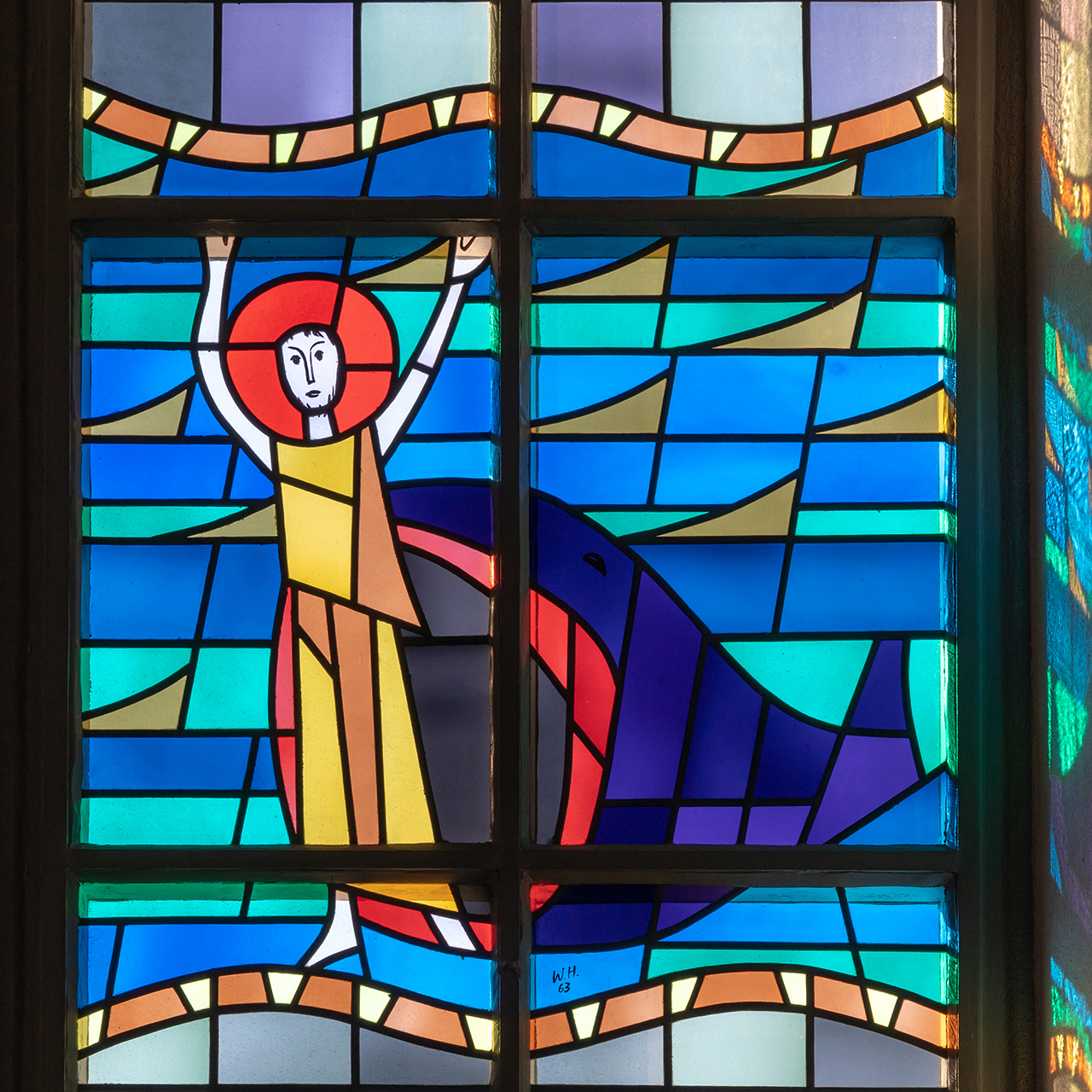
Kirchenfenster «Jonas»
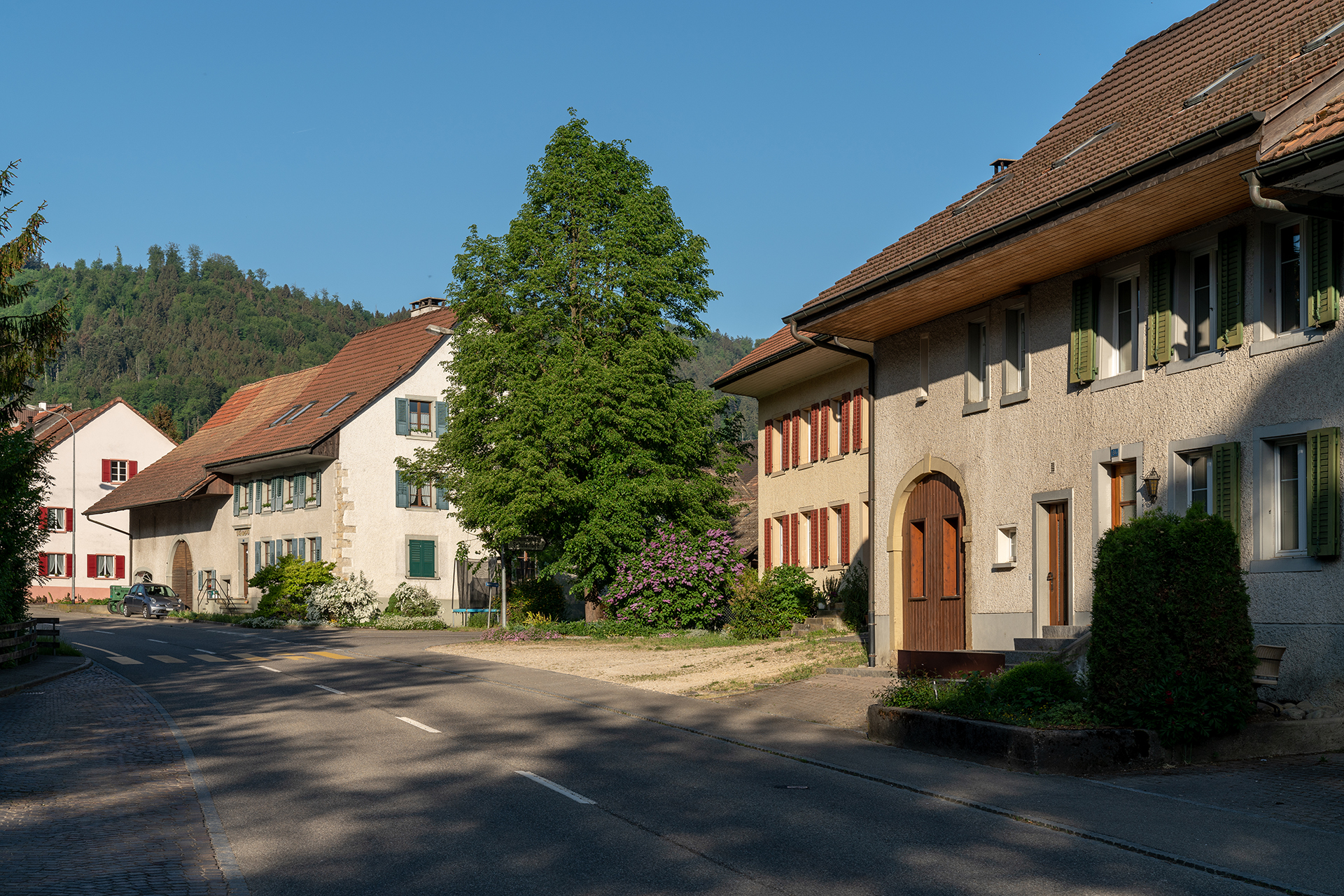
Hauptstrasse
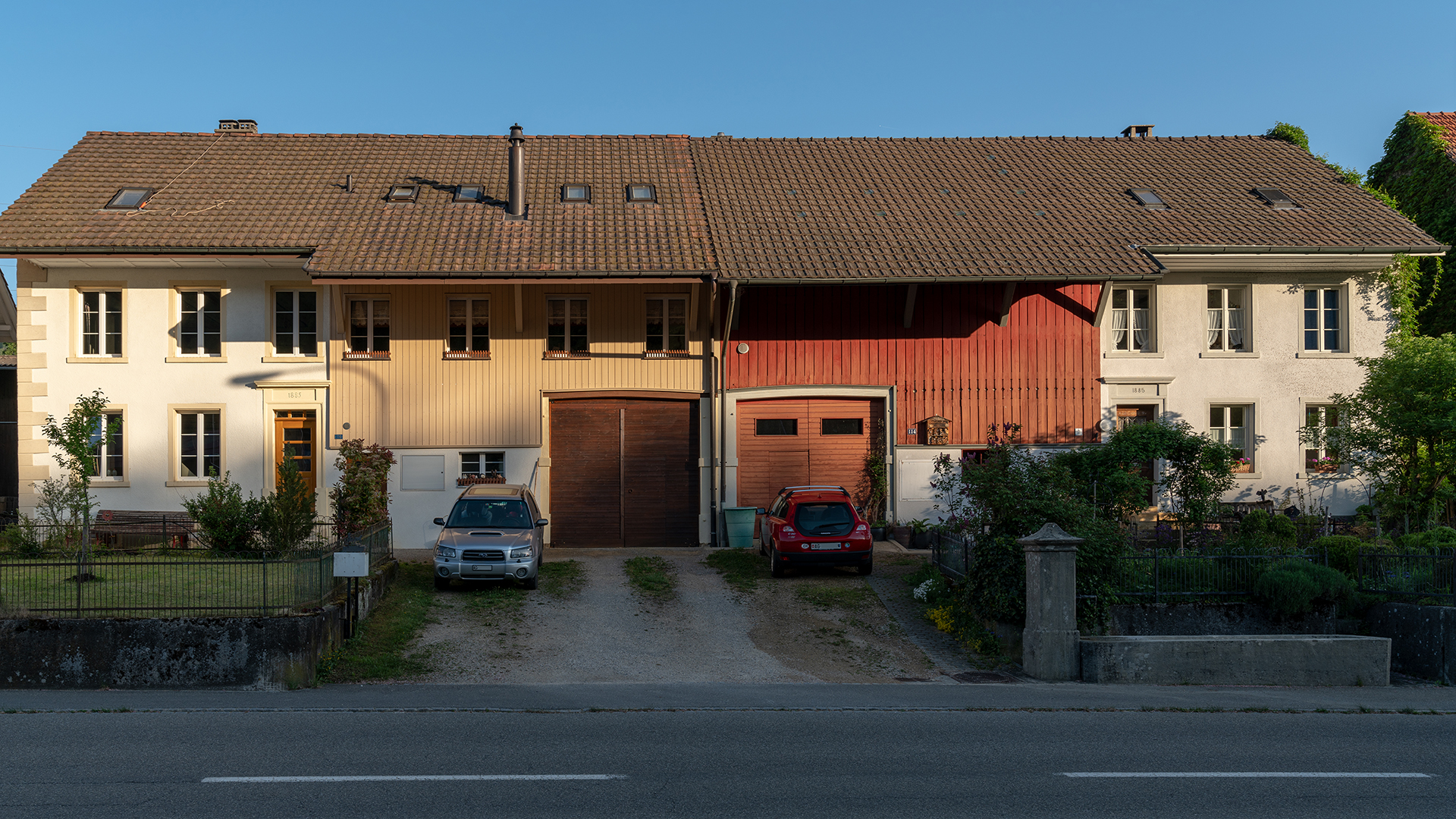
Doppelbauernhaus (1885)
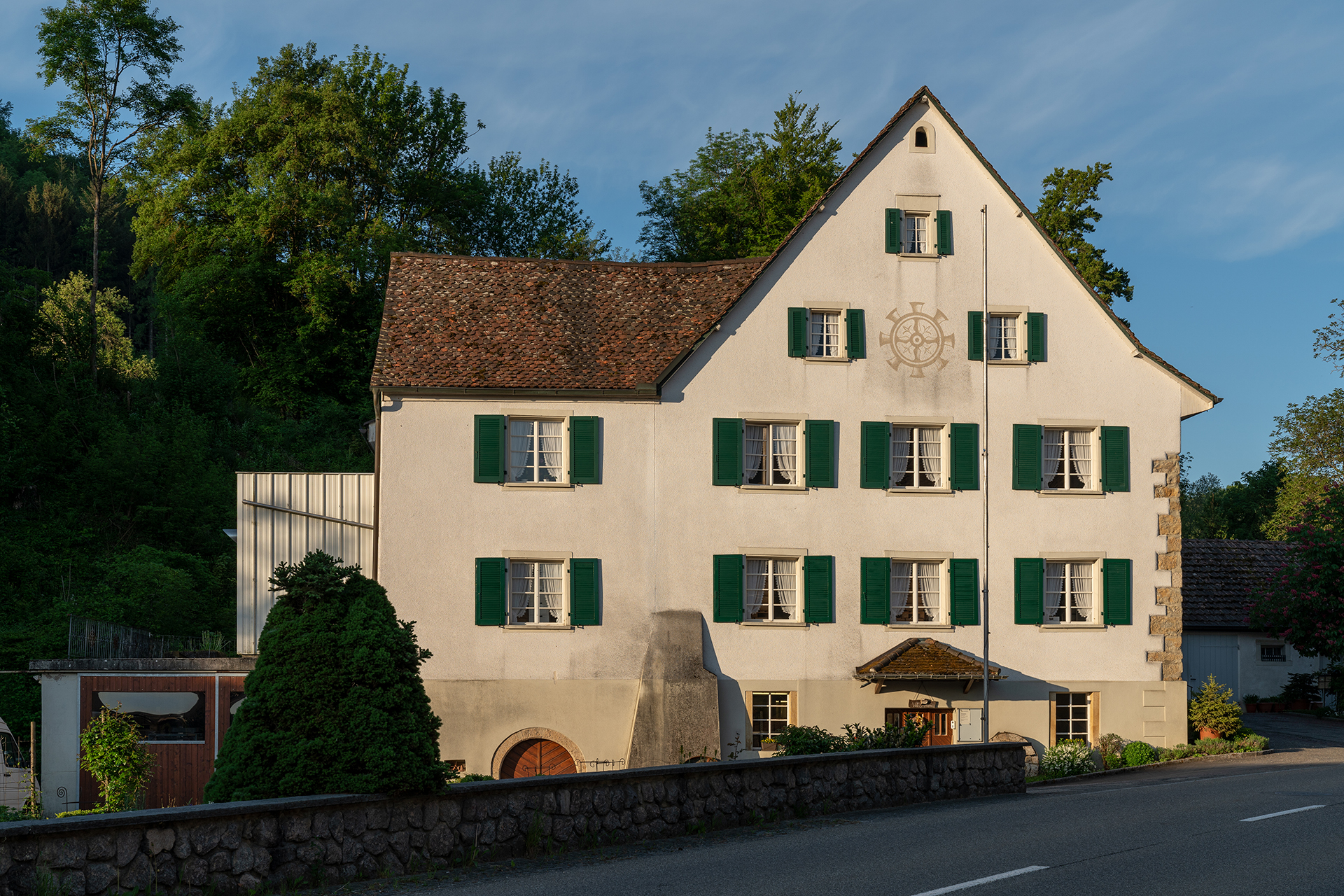
Altbachmühle

## Persönlichkeiten
- Karl Fricker (1870–1933), Pionier des Turnsports
- Gertrud Häseli (* 1963), Gemeinderätin, Grossrätin (Grüne)
- Bernd Spiessl (1921–2002), Professor für Kiefer- und Gesichtschirurgie
- Werner Uebelmann (1921–2014), Kakteenhändler und -sammler